# Muscolo dentato posteriore superiore
Il muscolo dentato posteriore superiore è un muscolo del dorso.

## Anatomia
Si ritrova al di sotto del muscolo grande romboide, e del muscolo trapezio che lo ricoprono.
Origina dalla parte inferiore del legamento nucale e dai processi spinosi delle ultime due vertebre cervicali e le prime due vertebre toraciche. Portandosi in basso e lateralmente forma quattro digitazioni carnose che si inseriscono sulla faccia posteriore della 2ª,3°,4ª e 5ª costa. Risulta innervato dai nervi intercostali e la sua azione si esplica innalzando le coste aumentando il volume della gabbia toracica e fungendo da muscolo inspiratore.